# Mecanismo intersectorial para la protección de las personas defensoras de derechos humanos
El Mecanismo intersectorial para la protección de las personas defensoras de derechos humanos es una herramienta legal creada el 22 de abril de 2021 mediante Decreto Supremo n.° 004-2021-JUS en Perú. Es considerada la herramienta más significativa en el país, orientada a la prevención, resguardo y facilitación del acceso a la justicia para personas defensoras de derechos humanos.Define principios, acciones y procesos con el propósito de asegurar la prevención, resguardo y acceso a la justicia para aquellas personas defensoras de derechos humanos que se encuentran en situaciones de riesgo derivadas de sus actividades, buscando así crear un entorno propicio que facilite el ejercicio de sus labores de defensa.

## Antecedentes normativos
El primer antecedente es el Decreto Supremo n.º 002-2018-JUS, que aprobó el Plan Nacional de Derechos Humanos 2018-2021, que reconoce la labor de las personas defensoras y su situación de vulnerabilidad.
El plan estableció como acción estratégica la implementación de un mecanismo para  protección de personas defensoras a cargo del MINJUSDH.
En abril del año 2019, se aprobó el 'Protocolo para garantizar la protección de personas defensoras de derechos humanos' aprobada con Resolución Ministerial n.º 0159-2019-JUS. En octubre del año 2020 se publicó la Resolución Ministerial n.° 0255-2020-JUS, que crea el 'Registro sobre situaciones de riesgo de las personas defensoras de derechos humanos'.
Con la aprobación del Decreto Supremo se derogaron las resoluciones previas, incorporando ambos instrumentos en las disposiciones complementarias e incorporando al Ministerio del Interior, Ministerio del Ambiente, Ministerio de Cultura, Ministerio de la Mujer y Poblaciones Vulnerables, Ministerio de Relaciones Exteriores, Ministerio de Energía y Minas, Ministerio de Desarrollo Agrario y Riego.

## Modificatorias
El 15 de abril de 2022, el Poder Ejecutivo emitió el Decreto Supremo n.º 002-2022-JUS, a través del cual incorpora a la Comisión Nacional para el Desarrollo y Vida sin Drogas (Devida) debido al riesgo para la vida de defensores ocasionado por el narcotráfico en territorio originario. Conjuntamente, designa al Ministerio del Interior, en coordinación con el Ministerio de Justicia y Derechos Humanos la aprobación de Lineamientos de Actuación para la implementación de medidas de protección o medidas urgentes de protección a personas defensoras. 

## Características

### Actores vinculados
Los sectores involucrados por los principios, medidas y procedimientos contemplados en el Mecanismo intersectorial para la protección de las personas defensoras de derechos humanos son los siguientes:
1. Ministerio de Justicia y Derechos Humanos
2. Ministerio del Interior
3. Ministerio del Ambiente
4. Ministerio de Cultura
5. Ministerio de la Mujer y Poblaciones Vulnerables
6. Ministerio de Relaciones Exteriores
7. Ministerio de Energía y Minas
8. Ministerio de Desarrollo Agrario y Riego
9. Comisión Nacional para el Desarrollo y Vida sin Drogas (DEVIDA)

Para ejecutar las medidas, los ministerios reciben respaldo y colaboración de sus organismos subordinados cuando lo consideren apropiado, en conformidad con sus respectivas competencias.

### Reconocimiento de personas defensoras / entorno seguro y propicio
La norma tiene como objetivo proteger y reconocer a las personas defensoras de derechos humanos, facilitando su acceso a la justicia y creando un entorno propicio para sus actividades. Los ministerios vinculados por el Mecanismo intersectorial para la protección de las personas defensoras de derechos humanos pueden adoptar las siguientes medidas:
- Fomentar el respeto hacia las labores de las personas defensoras de derechos humanos.
- Organizar un concurso anual de investigaciones académicas sobre los desafíos que enfrentan los defensores de derechos humanos, ambientales y de pueblos indígenas.
- Otorgar reconocimientos a defensores de derechos humanos durante la semana del Día Internacional de los Derechos Humanos u otras fechas relevantes.
- Obtener información que refleje las necesidades específicas de defensores en cuanto a conocimientos tradicionales, diversidad étnica, edad y discapacidad.
- Utilizar canales de comunicación accesibles, medios digitales y virtuales para difundir medidas de protección y prevención para defensores de derechos humanos.
- Coordinar con el Ministerio de Cultura para garantizar la participación de intérpretes o traductores según sea necesario.

### Protección y promoción de sus derechos
Las medidas de protección o medidas urgentes de protección son otorgadas mediante Resolución Viceministerial del Ministerio de Justicia y Derechos Humanos, y están a cargo de la Policía Nacional del Perú.
Se crea un Registro de situaciones de riesgo para defensores de derechos humanos, junto con un procedimiento de alerta temprana dirigido por el Ministerio de Justicia y Derechos Humanos. Este proceso evalúa solicitudes de medidas de protección para mitigar riesgos relacionados con agresiones o amenazas a defensores de derechos humanos. Las medidas deben cumplir con criterios como flexibilidad, no-revictimización, participación y efectividad. Se otorgan medidas de protección cuando hay riesgos que no afectan directamente la vida o integridad, y medidas urgentes cuando existe un peligro inminente para la vida o integridad de los afectados.

### Medidas para prevenir, investigar y sancionar ataques o amenazas
Se establece que los ocho sectores involucrados en el Mecanismo Intersectorial para la protección de personas defensoras de derechos humanos adoptarán medidas preventivas (informar a funcionarios públicos sobre la prohibición de participar en campañas difamatorias contra defensores de derechos humanos, emitir pronunciamientos públicos a favor de ellos, investigar y emitir informes sobre violencia o discriminación de género contra mujeres defensoras), fortalecer las capacidades de defensores indígenas, investigar la situación de defensores ambientales para proponer medidas y proporcionar información sobre riesgos al registro correspondiente. Esta disposición contempla la obligatoriedad de brindar información en la lengua materna de defensores indígenas, con el apoyo del Ministerio de Cultura, y se tomarán otras medidas consideradas pertinentes para prevenir situaciones de riesgo.

### Género
El enfoque de género es una herramienta analítica que identifica roles y tareas de hombres y mujeres, así como asimetrías y relaciones de poder en la sociedad. Al analizar críticamente las construcciones culturales y sociales que generan desigualdades entre géneros, este enfoque proporciona elementos esenciales para desarrollar medidas que aborden la desigualdad de género, modifiquen relaciones asimétricas, erradiquen la violencia de género y promuevan la igualdad en el acceso a recursos y servicios públicos, así como la participación política y ciudadana.

### Pueblos indígenas
Se reconoce la importancia de las diferencias culturales como base para construir una sociedad democrática, promoviendo relaciones equitativas y oportunidades iguales. El enfoque intercultural en la gestión pública implica adaptar instituciones a nivel normativo, administrativo y del servicio civil para abordar adecuadamente las necesidades culturales y sociales de diversos grupos étnico-culturales en el país.

## Normativas impulsadas
Estas son diversas directivas, resoluciones y protocolos emitidos por diferentes ministerios en Perú para abordar la protección y reconocimiento de defensores de derechos humanos en distintos contextos.
- Ministerio de la Mujer y Poblaciones Vulnerables: Directiva n.° 003-2023-MIMP, “Prevención, atención, protección y reconocimiento de las mujeres defensoras de derechos humanos”
- Ministerio del Ambiente: Resolución Ministerial n.° 134-2021-MINAM, la cual aprueba el Protocolo Sectorial para la protección de las personas Defensoras Ambientales.
- Ministerio de Cultura: Resolución Ministerial n.° 000134-2022-DM/MC, aprueba la Directiva N° 001-2022-VMI/MC, denominada “Directiva para la adopción de medidas de prevención de situaciones que pongan en riesgo a las personas indígenas u originarias y del pueblo afroperuano defensoras de sus derechos colectivos en el marco del Decreto Supremo n.° 004-2021-JUS y las competencias del Ministerio de Cultura”.
- Ministerio del Interior: Protocolo n.° 001-2021-IN-VOI-DGIN, Protocolo de atención para el procedimiento de otorgamiento de garantías personales a las personas defensoras de los derechos humanos.
- Ministerio Público: Resolución n.° 439-2022-MP-FN, Aprueba el protocolo "Actuación Fiscal para la Prevención e Investigación de los Delitos en agravio de Personas Defensoras de Derechos Humanos".

## Beneficios y desafíos
Entre los beneficios podemos destacar la importancia de que esta herramienta establezca obligaciones a diferentes sectores para mitigar riesgos contra defensores de derechos humanos. Esto se logra mediante un trabajo conjunto con organizaciones indígenas como la Asociación Interétnica de Desarrollo de la Selva Peruana (AIDESEP), y también, con organizaciones y plataformas de la sociedad civil como el Grupo de Trabajo de Defensores/as de la Coordinadora Nacional de Derechos Humanos, buscando fortalecer las herramientas existentes para la protección de defensores.
Por otro lado, un desafío significativo para el funcionamiento efectivo del Mecanismo es la ausencia de lineamientos de actuación para la implementación de medidas de protección, un tema pendiente desde la creación del Mecanismo en 2021, con responsabilidad directa en el Ministerio del Interior. Estos lineamientos son fundamentales, ya que deben abordar estrategias de financiamiento y pautas para el plan de actividades, asegurando así la implementación y seguimiento adecuados de las medidas de protección solicitadas por defensores de derechos humanos en riesgo. La falta de aprobación de estos lineamientos impide garantizar la eficacia del Mecanismo.Otro desafío al que se enfrenta el Mecanismo Intersectorial se debe a su naturaleza como norma reglamentaria, lo que restringe su capacidad de involucrar a entidades estatales externas al Ejecutivo y gobierno central. Instituciones esenciales, como las relacionadas con el sistema de justicia y los gobiernos locales, no pueden ser consideradas debido a esta limitación.